# Urassaya Sperbund
Urassaya Sperbund (en tailandés: อุรัสยา เสปอร์บันด์; Pattaya, Tailandia; 18 de marzo de 1993), también conocida como Yaya (ญาญ่า), es una popular y exitosa actriz y modelo tailandesa, conocida por haber interpretado a Ajjima Potsawat en la serie Duang Jai Akkanee, a Fahlada en Game Rai Game Rak y a la princesa Alice en Likit Ruk.

## Biografía
Es la hija menor de Sigurd Sperbund y Urai Sperbund (Mae Pla Urai), tiene una hermana mayor Catreeya Sperbund y dos hermanastros por parte de su padre. 
Tiene ascendencia tailandesa y noruega.
Habla con fluidez tailandés, inglés y noruego, también habla francés y español.
Asistió a la educación primaria y secundaria "Regent International School" de Pattaya, antes de trasladarse a la escuela secundaria "Bangkok Patana School". 
Después se unió a la Universidad de Chulalongkorn, una de las escuelas más prestigiosas del país, de donde se graduó con una licenciatura en letras en el 2015.
Sale con el popular actor tailandés Nadech Kugimiya. El 5 de junio de 2023, la pareja anunció que se habían comprometido durante su viaje en Italia.
Es muy buena amiga de los actores Prin Suparat y Pakorn Chatborirak, así como de las actrices Margie Balenciaga y Kimberly Ann Voltemas. También es amiga de los actores James Ma, Mario Maurer y Natapohn Tameeruks.

## Carrera
Firmó un contrato y es miembro de "Channel 3".
Urassaya comenzó su carrera como modelo desde que era pequeña, antes de comenzar su carrera como actriz. 
Ha modelado durante el "VATANIKA Bangkok International Fashion Week", "Nagara Show At Bangkok International Fashion Week", "Wedding Fair 2018 By Neo", en agosto del 2018 participó durante el POEM Autumn-Winter 2018 collection, "ELLE Fashion Week 2010 - 27 FRIDAY", entre otros.
También ha participado en varias sesiones fotográficas para "Elle", "Seventeen", "Harper's Bazaar", "Vogue", "Marie Claire", "Cosmopolitan", "Bazaar Jewelry China", "Dichan", "Praew", "Lemonade", "Sudsapda", "Volume", "IMAGE", "Mistine", "Oops Magazine", "BAZAAR Thailand", entre otros.
Urassaya es la primera actriz tailandesa que recibió el título de "Amigos de Louis Vuitton", y se convirtió en la primera celebridad de su país en aparecer en "US Vogue".
En el 2008 realizó su debut como actriz en la serie Peun See Long Hon donde dio vida a Som.
En 2010 se unió a la serie Kularb Rai Narm donde interpretó a Nucharee.
En octubre del mismo año apareció como invitada en el último episodio de la serie Thara Himalaya donde interpretó por primera vez a Ajjima "Jeed" Potsawat.
El 5 de noviembre del mismo año se unió al elenco principal del drama Duang Jai Akkanee, donde volvió a dar vida a Jeed, una joven trabajadora que se enamora de su amigo de la infancia Akkanee "Fai" Adisuan (Nadech Kugimiya), pero cuya relación se enfrenta a varios obstáculos debido al conflicto que existe entre sus padres, hasta el final de la serie el 26 de noviembre del mismo año. Por su actuación recibió muchos elogios, su popularidad y la fama crecieron.
El 10 de diciembre del mismo año se unió al elenco de la serie Wayupak Montra donde interpretó nuevamente a Jeed Posawat-Adisuanrangsan, la esposa de Fai (Nadech Kugimiya).
El 13 de agosto del 2011 se unió al elenco principal del drama Tawan Deard donde dio vida a Phet Roong, una joven que contrata a Tawan (Prin Suparat) para que la ayude a defenderse y termina enamorándose de él, hasta el final de la serie el 18 de septiembre del mismo año. 
El 28 de octubre del mismo año se unió al elenco principal de la serie Game Rai Game Rak donde dio vida a Fahlada, una joven que pierde la memoria y que termina enamorándose de Saichon (Nadech Kugimiya) él joven que la encuentra y cuida, hasta el final de la serie el 11 de diciembre del mismo año.
El 29 de junio del 2012 se unió al elenco principal de la serie Torranee Ni Nee Krai Krong donde interpretó a la joven Darunee, una agricultora que aunque al inicio se pelea mucho con Athit (Nadech Kugimiya) el nieto de Daeng, poco a poco se dan cuenta de que en realidad están enamorados, hasta el final de la serie el 4 de agosto del mismo año.
El 3 de abril del 2013 se unió al elenco principal de la serie Maya Tawan donde dio vida a Mattana "Maat", una reportera y fan del actor Kaede Tawan (Atichart Chumnanon), hasta el final de la serie el 15 de mayo del mismo año.
Ese mismo año se unió al elenco del drama Dao Raung donde interpretó a Dao Raung.
En el 2014 se unió al elenco principal de las series Roy Ruk Hak Liam Tawan y a su secuela Roy Fun Tawan Duerd donde dio vida a Mayumi Takahashi, una joven talentosa que luego se convierte en doctora y termina enamorándose de Ryu Onizuka (Nadech Kugimiya), el nuevo líder de la familia Onizuka, y junto a él deberán proteger a los miembros de la familia de sus enemigos.
En 2015 se unió al elenco de la serie Neung Nai Suang donde dio vida a Khun Poom, en la serie compartió créditos con el actor Jirayu Tangsrisuk.
El 23 de enero del 2017 se unió al elenco principal de la serie Kleun Cheewit donde interpretó a la alegre y trabajadora Khun "Jee" Jeerawat, una famosa actriz y modelo que se ve envuelta en un accidente automovilístico al intentar escapar del abuso de su padrastro y que termina enamorándose de Khun "Thit" Sathit (Prin Suparat), el exnovio de la mujer que falleció en el accidente, hasta el final de la serie el 13 de marzo del mismo año.
El 31 de julio del mismo año se unió al elenco principal de la serie Leh Lub Salub Rarng donde interpretó a Petra Pawadee, una famosa actriz que poco a poco se va enamorando del capitán de la policía Ramin Toongpraplerng (Nadech Kugimiya), sin embargo un suceso hace que cambien de cuerpo, hasta el final de la serie el 4 de septiembre del mismo año.
A principios de mayo del 2018 se unió al elenco principal de la película Brother of the Year (también conocida como "Nong Pee Tee Rak") donde dio vida a Jen, la responsable hermana de Chatchawan (Sunny Suwanmethanon).
El 14 de mayo del mismo año se unió al elenco principal de la serie Likit Ruk (también conocida como "The Crown Princess"), donde interpretó a la princesa heredera Alice Madeleine Thereza Phillipe, una joven elegante, amada e inteligente, que termina enamorándose del teniente comandante Dawin Samuthyakorn (Nadech Kugimiya), un militar de la marina Tailandesa que es enviado para protegerla después de que su vida está en peligro luego de ser elegida como la próxima reina de Hrysos, hasta el final de la serie el 19 de junio del mismo año.
El 10 de junio del 2019 se unió al elenco principal de la serie Klin Kasalong, donde dio vida a Kasalong, Songpeep y Pimpisa, una mujer cuyas diferentes vidas siempre terminan cruzándose con Thanakrit (James Ma), hasta el final de la serie el 29 de julio del mismo año.
En febrero del mismo año se anunció que se había unido al elenco principal de la serie Jao Gum Nai Waan donde compartirá créditos con el actor Mario Maurer.

## Filmografía

### Series de televisión
| Año           | Título en tailandés                       | Título en inglés                   | Personaje                                                                    | Cadena    | Notas                |
| ------------- | ----------------------------------------- | ---------------------------------- | ---------------------------------------------------------------------------- | --------- | -------------------- |
| 2021-presente | Lai Kinnaree (ลายกินรี)                     | -                                  | Pudson (พุดซ้อน)                                                               | Channel 3 |                      |
| 2021-presente | Khue Ter (คือเธอ)                          | "Bad Romeo"                        | Tao Songwat / Runjuan / Jutiporn / Pinporn                                   | Channel 3 | [ 17 ] [ 18 ] [ 19 ] |
| 2019          | Klin Kasalong (กลิ่นกาสะลอง)                | "The Scent of Memory"              | Kasalong (กาสะลอง) / Songpeep (ซ้องปีป) / Pimpisa (พิมพ์พิศา) / Pimmada (พิมพ์มาดา) | Channel 3 | 15 episodios         |
| 2018          | Likit Ruk (ลิขิตรัก)                         | "The Crown Princess"               | Princesa Alice Madeleine Thereza Phillipe                                    | Channel 3 | 12 episodios         |
| 2017          | Kleun Cheewit (คลื่นชีวิต)                    | "Life Wave"                        | Khun "Jee" Jeerawat                                                          | Channel 3 | 15 episodios         |
| 2017          | Leh Lub Salub Rarng (เล่ห์ลับสลับร่าง)         | "Secret Trick While Bodies Switch" | Petra Pawadee                                                                | Channel 3 | 10 episodios         |
| 2015          | Neung Nai Suang (หนึ่งในทรวง)               | "Only You in My Heart"             | Hatairach / Poom                                                             | Channel 3 | 12 episodios         |
| 2014          | Roy Fun Tawan Duerd (รอยฝันตะวันเดือด)       | "The Rising Sun"                   | Mayumi Takahachi                                                             | Channel 3 | 12 episodios         |
| 2014          | Roy Ruk Hak Liam Tawan (รอยรักหักเหลี่ยมตะวัน) | "The Rising Sun"                   | Mayumi Takahachi                                                             | Channel 3 | 11 episodios         |
| 2013          | Dao Raung (ดาวเรือง)                       | "Marigold"                         | Dao Raung                                                                    | Channel 3 | 11 episodios         |
| 2013          | Maya Tawan (มายาตวัน)                      | "Illusions of Tawan"               | Mattana "Maat"(มัทนา)                                                         | Channel 3 | 13 episodios         |
| 2013          | Mon Jun Tra (มนต์จันทรา)                    | -                                  | Mattana "Maat" (มัทนา) (รับเชิญ)                                                | Channel 3 |                      |
| 2013          | Fah Krajang Dao (ฟ้ากระจ่างดาว)             | -                                  | Mattana "Maat" (มัทนา) (รับเชิญ)                                                | Channel 3 |                      |
| 2012          | Torranee Ni Nee Krai Krong (ธรณีนี่นี้ใครครอง) | "Who Does This Earth Belong To?"   | Darunee                                                                      | Channel 3 | 17 episodios         |
| 2011          | Game Rai Game Rak (เกมร้ายเกมรัก)           | "Evil Game, Love Game"             | Fahlada / Nang Fah                                                           | Channel 3 | 21 episodios         |
| 2011          | Tawan Deard (ตะวันเดือด)                    | "Boiling Sun"                      | Khun Noo / Phet Roong                                                        | Channel 3 | 16 episodios         |
| 2010          | Wayupak Montra (วายุภัคมนตรา)               | "Wayupak's Enchantment"            | Ajjima "Jeed" Potsawat                                                       | Channel 3 | 7 episodios          |
| 2010          | Duang Jai Akkanee (ดวงใจอัคนี)              | "Akkanee's Heart"                  | Ajjima "Jeed" Potsawat                                                       | Channel 3 | 10 episodios         |
| 2010          | Thara Himalaya (ธาราหิมาลัย)                | "Water of Himalaya"                | Ajjima "Jeed" Potsawat                                                       | Channel 3 | 1 episodio           |
| 2010          | Kularb Rai Narm (กุหลาบไร้หนาม)             | "Rose Without Thorns"              | Nucharee                                                                     | Channel 3 | 13 episodios         |
| 2008          | Peun See Long Hon (เพื่อนซี้ ล่องหน)           | "Invisible Friend"                 | Som                                                                          | Channel 3 |                      |

### Películas
| Año  | Título              | Personaje | Notas                                                           |
| ---- | ------------------- | --------- | --------------------------------------------------------------- |
| 2018 | Nakee The Movie     | Sroy      | junto a Nadech Kugimiya, Phuphoom Pongpanu y Natapohn Tameeruks |
| 2018 | Brother of the Year | Jen       | junto a Sunny Suwanmethanon y Nichkhun                          |

### Apariciones en videos musicales
| Año  | Grupo/Artista        | Canción                           | Notas                          |
| ---- | -------------------- | --------------------------------- | ------------------------------ |
| 2018 | Lydia x Fukking Hero | "Hot Girls"                       | [ 20 ]                         |
| 2012 | Chinawut Indracusin  | "My Bad Habit"                    | [ 21 ]                         |
| 2008 | C. Quint             | "Even If the World Stops Turning" |                                |
| 2007 | Mr.D                 | "Not Giving Up" (หุ่นไม่ให้แต่ใจรัก)    |                                |
| 2007 | Mr.D                 | "Back of the Class" (มิสเตอร์ ดี)    | apareció junto a Krerk Chiller |

### Apariciones en programas
| Año                  | Programa                                        | Notas                                                                         |
| -------------------- | ----------------------------------------------- | ----------------------------------------------------------------------------- |
| 2017, 2019           | ป๊อกกี้ On The Run - The Reality                   | junto a Kimberly Ann Voltemas                                                 |
| 2018                 | a day BULLETIN - My Life, My Lesson, My Destiny | [ 22 ]                                                                        |
| 2018                 | Ruang Lao Chao Nee                              | junto a Nadech Kugimiya                                                       |
| 2013-2014, 2017-2018 | 3 Zaap                                          |                                                                               |
| 2018                 | Morning News                                    | junto a Nadech Kugimiya                                                       |
| 2018                 | The Face Thailand                               |                                                                               |
| 2017                 | Today Show                                      | junto a Nadech Kugimiya, Thanapob Leeratanakajorn y Preechaya Pongthananikorn |
| 2017                 | Tee Tai Krua                                    | junto a su padre Sigurd Sperbund                                              |
| 2016                 | #Switch                                         | ep. #36                                                                       |
| 2016                 | Keng Kwang Bang Chanee                          | ep. #25-26 (Deer Marmot Gibbon)                                               |
| 2011                 | Ratree Samosorn                                 | junto a Nadech Kugimiya                                                       |

### Narración
| Año  | Programa                  | Notas             |
| ---- | ------------------------- | ----------------- |
| 2018 | Baramidee Tee Ton Project | libros para niños |

### Radio
| Año  | Programa      | Notas                   |
| ---- | ------------- | ----------------------- |
| 2018 | Stars on Star | junto a Nadech Kugimiya |
| 2014 | EFM94         | junto a Nadech Kugimiya |

### Revistas / sesiones fotográficas
| Año  | Título | Notas                      |
| ---- | ------ | -------------------------- |
| 2020 | Vogue  | junto a Mark Tuan y BamBam |

### Endoso/ Anuncios
Es conocida como la "Reina de los Presentadores", por contar con varios apoyos de marcas que cualquier otra actriz de Tailandia.
Para el 2015 Yaya ya había aparecido en más de 158 comerciales, entre ellos:
| Año           | Anuncio / Marca                                          | Notas                            |
| ------------- | -------------------------------------------------------- | -------------------------------- |
| 2019-presente | New Yaris Style & Stronger                               |                                  |
| 2019-presente | Amazing Thailand                                         |                                  |
| 2019-presente | Wellness Clinic - Bangkok Dusit Medical Service          |                                  |
| 2019-presente | Nivea - Hokkaido Rose deodorant                          |                                  |
| 2019-presente | Dna Soy Milk - Dutch Mill                                |                                  |
| 2019-presente | Toyota Yaris                                             |                                  |
| 2019-presente | Laplace M                                                |                                  |
| 2019-presente | Fineline                                                 |                                  |
| 2018-presente | Namulife Snail White - Icy Mask                          |                                  |
| 2018-presente | Central Embassy Shopping Mall - #INFINITEYOU             | [ 23 ]                           |
| 2018-presente | TEAPOT Sweetened Condensed Milk                          |                                  |
| 2018-presente | Jelly Bunny                                              |                                  |
| 2017-presente | Shopee                                                   | junto a Nadech Kugimiya          |
| 2017-presente | BAKAMOL Yellow Pills Paracetamol                         |                                  |
| 2017-presente | OPPO                                                     | junto a Nadech Kugimiya          |
| 2017-presente | Watson Thailand                                          |                                  |
| 2017-presente | Party Dairy                                              |                                  |
| 2016-presente | 7-Eleven                                                 | junto a Nadech Kugimiya          |
| 2016-presente | My Signature Collection Perfume - Cute Press             |                                  |
| 2015-2018     | Pretty Lense                                             |                                  |
| 2015-presente | Yoyo Jelly                                               |                                  |
| 2015-presente | Bangkok Airways                                          |                                  |
| 2015-presente | Whizdom Condominium                                      | junto a Prin Suparat             |
| 2015-presente | Maybelline New York                                      |                                  |
| 2015-presente | Shokubutsu Monogatari                                    |                                  |
| 2014-presente | BRANDS Bird Nest                                         | junto a Ken Theeradeth Wonpuapan |
| 2013-presente | Pantene                                                  |                                  |
| 2012-presente | TrueMove H                                               | junto a Nadech Kugimiya          |
| 2012-presente | Laurier Super Ultra Slim                                 |                                  |
| 2019          | Lays Thailand New Flavours: Shrimp Tom Yum & Green Curry | junto a Nadech Kugimiya          |
| 2019          | Sparkle White Fresh Toothpaste                           |                                  |
| 2019          | Fresh Look Colour Contact Lenses                         |                                  |
| 2016          | Yum Yum Seafood                                          |                                  |
| 2016          | Yum Yum Me Plus                                          |                                  |
| 2016          | Misty Myxn                                               |                                  |
| 2015          | Honda MOOVE14                                            |                                  |
| 2013-2016     | Panasonic                                                |                                  |
| 2013          | Magnum                                                   | junto a Ananda Everingham        |
| 2013          | Uniqlo                                                   |                                  |
| 2013          | Dentyne                                                  |                                  |
| 2013          | Solvil et Titus                                          | junto a Nadech Kugimiya          |
| 2013          | 12Plus Summer in France                                  |                                  |
| 2012          | Fitne Choco                                              |                                  |
| 2011-2017     | Yum Yum Instant Noodle                                   | junto a Nadech Kugimiya          |
| 2011-2017     | Lay's                                                    | junto a Nadech Kugimiya          |
| 2011-2016     | Pond's Flawless White Natural                            |                                  |
| 2011          | Lipton Ice Tea                                           |                                  |
| 2011          | Honda Brio                                               | junto a Prin Suparat             |
| 2011          | Foremost 24hr                                            |                                  |
| 2011          | 12Plus Cologne                                           | junto a Super Junior             |
| 2011          | Mistine Angel BB Powder                                  | junto a Nadech Kugimiya          |
| 2011          | Mistine Cat Eyes Stardust Eyeliner                       |                                  |
| 2007          | Genie Young Care Cologne                                 |                                  |

### Eventos
| Año  | Actividad                                                        | Notas                                                             |
| ---- | ---------------------------------------------------------------- | ----------------------------------------------------------------- |
| 2019 | Toyotsu Japan Festival 2019                                      | junto a Nadech Kugimiya (en el Royal Paragon Hall, Siam Paragon)  |
| 2019 | Thailand Tourism Campaign                                        | en el Manila, Philippines                                         |
| 2019 | Autobot x Shopee Event                                           | en el Central World                                               |
| 2019 | Bangkok Airways Samui Half Marathon                              | en el Samui                                                       |
| 2019 | Yoyo Jelly Event                                                 | en el Impact Muang Thong Thani                                    |
| 2019 | Toyota Event                                                     | en el Central Festival, Chiang Mai                                |
| 2019 | Whizdom Event                                                    | en Bangkok                                                        |
| 2019 | TEAPOT Trip                                                      | en Japan                                                          |
| 2019 | Louis Vuitton Cruise Show                                        | en New York                                                       |
| 2019 | Sparkle Event                                                    | en el Big C Ratchadamri                                           |
| 2019 | Disney's Magical Year Event                                      | en el Siam Paragon                                                |
| 2019 | OPPO Event                                                       | en Bangkok                                                        |
| 2019 | Louis Vuitton Fall-Winter Show                                   | en Francia                                                        |
| 2019 | Brand's Bird Nest Event                                          | en el Siam Paragon                                                |
| 2019 | Fineline Event                                                   | en el Central World                                               |
| 2019 | Fresh Contact Lenses Event                                       | en el Siam Paragon                                                |
| 2019 | Thailand Tourism Press Conference                                | en el Parque Lumpini                                              |
| 2019 | Bakamol Event                                                    | en Bangkok                                                        |
| 2018 | Let's Celebrate 2019 Together                                    | en el Central Embassy                                             |
| 2018 | Channel 3 Calendar 2019 Signing Event @ Maleenont Building       | junto a Nadech Kugimiya                                           |
| 2018 | Jelly Bunny Event                                                | en el ICONSIAM                                                    |
| 2018 | Central Anniversary - The World of Floral Wonders                | junto a Naphat Siangsomboon                                       |
| 2018 | Dara Market Channel 3 @ Maleenont Building                       | junto a Nadech Kugimiya                                           |
| 2018 | The End of Buddhist Lent - Naga Fire Miracle of Faith            | en el Nong Khai                                                   |
| 2018 | Gala Premiere of Nakee The Movie @ Paragon Cineplex              | junto a Nadech Kugimiya, Phuphoom Pongpanu y Natapohn Tameeruks   |
| 2018 | Press Conference of Nakee The Movie @ Central Plaza Udon Thani   | junto a Nadech Kugimiya, Phuphoom Pongpanu y Natapohn Tameeruks   |
| 2018 | Louis Vuitton Spring-Summer Show                                 | en Francia                                                        |
| 2018 | Central International Watch Fair 2018                            | junto a Nadech Kugimiya                                           |
| 2018 | Watsons Thailand Event                                           | en el Central Ladprao                                             |
| 2018 | OPPO 10th Years Anniversary                                      | junto a Nadech Kugimiya                                           |
| 2018 | GH Bank Expo 2018                                                | en el Queen Sirikit National Convention Center                    |
| 2018 | Toyotsu Japan Festival 2018                                      | junto a Nadech Kugimiya (en el Royal Paragon Hall, Siam Paragon)  |
| 2018 | Maybelline Event                                                 | en el Central World                                               |
| 2018 | Blue Volunteers Special Trip with Yaya                           | en el National Park, Lampang (50° aniversario de Bangkok Airways) |
| 2018 | Wedding Fair 2018 By Neo                                         | en el Le Meridien Suvarnabhumi Bangkok                            |
| 2018 | Yoyo Jelly Event @ Thaifex World Food of Asia 2018               | en el Impact Muangthong Thani                                     |
| 2018 | Louis Vuitton Cruise Show                                        | en Francia                                                        |
| 2018 | Brand's Bird Nest Event                                          | en el Central World                                               |
| 2018 | Brother of The Year with Oppo                                    | en Bangkok                                                        |
| 2018 | Brother of The Year with Laurier                                 | en Bangkok                                                        |
| 2018 | Brother of The Year by GDH                                       | en Bangkok                                                        |
| 2018 | Infinite You Campaign Launch                                     | en el Central Embassy                                             |
| 2018 | OPPO Event                                                       | en el The Mall Thapra                                             |
| 2018 | Pantene Event                                                    | en el Central World                                               |
| 2018 | #ShopeeDanceTH Event @ Central World Atrium                      | junto a Nadech Kugimiya                                           |
| 2018 | Fashion Show of NAGARA Brand - "Beautiful Creatures God Created" | junto a Nadech Kugimiya                                           |
| 2018 | Maybelline Event                                                 | en el Fashion Hall, Siam Paragon                                  |
| 2018 | Sirivannavari Fashion Show BIFW2018                              | junto a Nadech Kugimiya                                           |
| 2018 | Brand's Bird Nest Event                                          | en el Big C Bangpli                                               |
| 2018 | The Great Chinese New Year Event                                 | en el Central World                                               |
| 2018 | #GIGIXMAYBELLINE Party                                           | en Tokio                                                          |
| 2018 | TEAPOT Event                                                     | en el Central World                                               |

## Representante / Embajadora
En el 2019 fue elegida como una de las presentadoras de la compaña "Amazing Thailand" para la Conferencia de Prensa sobre el Turismo de Tailandia.
| Año           | Título                                   | Notas                                                                          |
| ------------- | ---------------------------------------- | ------------------------------------------------------------------------------ |
| 2019-presente | Louis Vuitton's Tambour Horizon Campaign | Presentadora - junto a Sophie Turner, Justin Theroux, Liu Haoran y Liya Kebede |
| 2019-presente | Amazing Thailand Campaign                |                                                                                |
| 2017-presente | Friends of Louis Vuitton                 |                                                                                |

## Discografía

### Singles
| Año  | Canción                                    | Título en inglés                  | Álbum                               | Notas                                     |
| ---- | ------------------------------------------ | --------------------------------- | ----------------------------------- | ----------------------------------------- |
| 2019 | -                                          | "You’re My Best Friend"           | -                                   | junto a Klear Band                        |
| 2017 | -                                          | "Make it Happen"                  | Maybelline Thailand                 | junto a DABOYWAY (Prinya Intachai)        |
| 2016 | -                                          | "Happy Birthday"                  | 46° aniversario de Channel 3        | junto a Nadech Kugimiya                   |
| 2016 | Set Laew Thob (เซตแล้วตบ)                   | "Set And Hit"                     | -                                   | junto a Kimmy, Margie, Mew, Preem y Bella |
| 2015 | จูบ                                         | -                                 | OST de "Neung Nai Suang"            | junto a Jirayu Tangsrisuk                 |
| 2014 | Rao Ja Dai Ruk Gun Mai (แล้วเราจะได้รักกันไหม) | "Can We Love Each Other?"         | OST de "Roy Fun Tawan Duerd"        | junto a Nadech Kugimiya                   |
| 2014 | รสชาติใหม่ซัมเมอร์ ลองแล้วรักเลย                 | "This Summer, Try Lays Love Lays" | Canción Promocional de Lay's        | junto a Nadech Kugimiya                   |
| 2014 | ใครหนอ                                     | "Who Are They?"                   | -                                   |                                           |
| 2013 | เข้าถึงใจทหารตำรวจไทย                        | -                                 | Promocional de True Move H 3G+      |                                           |
| 2012 | เปลี่ยนมาสนุกด้วยกัน                            | -                                 | Promocional de True Move H 3G+      |                                           |
| 2012 | Ah Karn Rak (อาการรัก)                      | "Symptoms of Love"                | OST de "Torranee Ni Nee Krai Krong" |                                           |
| 2012 | คลิปโฆษณาเลย์                                | "The Best of Summer"              | Canción Promocional de Lay's        | junto a Nadech Kugimiya                   |
| 2011 | นาฬิกาตาย                                   | -                                 | OST de "Tawan Deard"                | junto a Prin Suparat                      |

### Videos musicales
| Año  | Artistas                                                                         | Canción             |
| ---- | -------------------------------------------------------------------------------- | ------------------- |
| 2016 | Nadech Kugimiya ft. Urassaya Sperbund                                            | "Happy Birthday"    |
| 2016 | Yaya, Kimmy Kimberly, Margie Balenciaga, Mew Nittha, Preem Ranida & Bella Vanita | "เซตแล้วตบ"          |
| 2015 | Jirayu Tangsrisuk ft. Urassaya Sperbund                                          | "จูบ"                |
| 2014 | Nadech Kugimiya ft. Urassaya Sperbund                                            | "แล้วเราจะได้รักกันไหม" |
| 2013 | The Richman Toy Feat. Yaya (ญาญ่า), ดิม Tattoo Colour, แกน The Jukks               | "อยากบอกรัก"         |

### Participación en conciertos
| Año  | Nombre                                                            | Notas                   |
| ---- | ----------------------------------------------------------------- | ----------------------- |
| 2019 | The Real Nadech Concert                                           | junto a Nadech Kugimiya |
| 2019 | 49th CH3 Anniversary Concert                                      | [ 33 ]                  |
| 2018 | Titanium Unbreakable Concert                                      |                         |
| 2018 | We Will Love You - 48th CH3 Anniversary Concert                   |                         |
| 2017 | Love Is In The Air - Charity Concert                              | [ 34 ]                  |
| 2016 | Love Mission - 46th CH3 Anniversary Concert                       |                         |
| 2015 | 45th CH3 Anniversary Concert                                      | [ 35 ]                  |
| 2014 | Give Me 5 Concert Rate A                                          |                         |
| 2013 | Sup'tar Party - 43rd CH3 Anniversary Concert                      |                         |
| 2012 | 4+1 CH3 Superstar Concert                                         |                         |
| 2012 | Yum Yum Concert                                                   | junto a Nadech Kugimiya |
| 2011 | BIRD A-Sa-Sanook Encore Plus Concert - Too Much So Much Very Much |                         |

## Premios y nominaciones[36]
| Año  | Categoría                                              | Premio                                | Trabajo                               | Resultado |
| ---- | ------------------------------------------------------ | ------------------------------------- | ------------------------------------- | --------- |
| 2021 | Female Asian Star of The Year                          | HOAC Award of 2020                    | -                                     | Ganó      |
| 2021 | Couple of The Year (junto a Nadech Kugimiya)           | HOAC Award of 2020                    | -                                     | Ganaron   |
| 2020 | Best Actress                                           | 3rd GMA The Heart of Asia Award       | Likit Ruk                             | Ganó      |
| 2020 | Couple of the Year (junto a Nadech Kugimiya)           | 3rd GMA The Heart of Asia Award       | Likit Ruk                             | Ganaron   |
| 2019 | Best Actress                                           | Daradaily Award                       | Brother of the Year                   | Ganó      |
| 2019 | Popular Vote                                           | Daradaily Award                       | -                                     | Ganó      |
| 2019 | Best Actress                                           | Thai Film Director Award              | Brother of the Year                   | Ganó      |
| 2019 | Best Actress                                           | 28th Suphannahong National Film Award | Brother of the Year                   | Ganó      |
| 2019 | Best Actress                                           | 33th TV Gold Award                    | Likit Ruk                             | Nominada  |
| 2019 | Couple Of The Year (junto a Nadech Kugimiya)           | Heart Of Asia Most Liked Award        | -                                     | Ganaron   |
| 2019 | Most Loved Asian Superstar By Filipinos                | Heart Of Asia Most Liked Award        | -                                     | Ganó      |
| 2018 | Best Performance Actress of the Year in a Movie        | Maya Award                            | Brother of the Year                   | Ganó      |
| 2018 | Best Actress - Film                                    | Siam Dara Stars Award                 | Brother of the Year                   | Ganó      |
| 2018 | Best Actress - Lakorn                                  | Siam Dara Stars Award                 | Kleun Cheewit                         | Nominada  |
| 2018 | Best Actress                                           | Nine Entertain Award                  | -                                     | Nominada  |
| 2018 | Hot Girl of the Year                                   | Daradaily Award                       | -                                     | Ganó      |
| 2018 | Best Actress                                           | 32th TV Gold Award                    | Kleun Cheewit                         | Ganó      |
| 2017 | Actress of The Year                                    | Star Indy Award (DaraInside) Award    | Kleun Cheewit                         | Ganó      |
| 2017 | Best Actress                                           | Maya Award                            | Kleun Cheewit                         | Nominada  |
| 2017 | Couple of the Year (junto a Nadech Kugimiya)           | SeeSan Buntherng Award                | Leh Lub Salub Rarng                   | Ganaron   |
| 2016 | Actress of the Year                                    | 2nd TrueLife Award                    | Neung Nai Suang                       | Nominada  |
| 2016 | Top Shipped Couple Award (junto a Nadech Kugimiya)     | Dara Inside Award                     | -                                     | Nominados |
| 2016 | Outstanding Highly Popular Leading Actress of the Year | Dara Inside Award                     | Neung Nai Suang                       | Ganó      |
| 2016 | Public Favorite Actress                                | 13th Kom Chad Luek Award              | Neung Nai Suang                       | Ganó      |
| 2016 | Hot Girl of the Year                                   | 5th Daradaily the Great Award         | Neung Nai Suang                       | Ganó      |
| 2016 | Best Actress                                           | Maya Award                            | Neung Nai Suang                       | Nominada  |
| 2016 | Chemistry (junto a Nadech Kugimiya)                    | Maya Award                            | -                                     | Nominados |
| 2016 | Public Favorite                                        | 9th Nine Entertain Award              | -                                     | Nominada  |
| 2016 | OK! Sweetheart Female                                  | OK! Award                             | -                                     | Ganó      |
| 2016 | Popular Vote                                           | Kazz Award                            | -                                     | Nominada  |
| 2016 | Siam Dara Star Popular Women Vote                      | Siam Dara Star Award                  | -                                     | Ganó      |
| 2016 | Star Vote Good of The Year                             | Mekhala Star Award                    | -                                     | Ganó      |
| 2015 | Most Popular Actress                                   | TV3 Fanclub Award                     | Neung Nai Suang                       | Ganó      |
| 2015 | Female Heartthrob                                      | OK! Award                             | -                                     | Ganó      |
| 2015 | Seventeen Choice Hottie Female                         | Seventeen Teen Choice Award           | Roy Fun Tawan Deard                   | Ganó      |
| 2015 | POP Icon                                               | Hamburger Icon Award                  | Roy Fun Tawan Deard                   | Ganó      |
| 2015 | Popular Music                                          | Seed Award                            | Roy Fun Tawan Deard                   | Ganó      |
| 2015 | Siam Dara Star Popular Women Vote                      | Siam Dara Star Award                  | Roy Fun Tawan Deard                   | Ganó      |
| 2015 | Superstar Female of the Year                           | Kazz Award                            | Roy Fun Tawan Deard                   | Ganó      |
| 2015 | Public Favorite Actress                                | 12th Kom Chad Luek Award              | Roy Fun Tawan Deard                   | Ganó      |
| 2015 | Popular Music                                          | Gmember Award                         | Roy Fun Tawan Deard                   | Ganó      |
| 2015 | Chemistry (junto a Nadech Kugimiya)                    | Maya Award                            | Roy Fun Tawan Deard                   | Nominados |
| 2015 | Popular Music                                          | Maya Award                            | Roy Fun Tawan Deard                   | Nominada  |
| 2015 | Best Actress                                           | Maya Award                            | Roy Fun Tawan Deard                   | Nominada  |
| 2015 | Hot Girl of the Year                                   | 4th Daradaily the Great Award         | Roy Fun Tawan Deard                   | Ganó      |
| 2015 | Actress of the Year                                    | 4th Daradaily the Great Award         | Roy Fun Tawan Deard                   | Nominada  |
| 2015 | Daradaily Front Page Darling of The Year               | 4th Daradaily the Great Award         | -                                     | Nominada  |
| 2015 | Actress of the Year                                    | 1st TrueLife Award                    | Roy Fun Tawan Deard                   | Ganó      |
| 2014 | Popular Music                                          | Intensive Watch                       | Roy Fun Tawan Deard                   | Ganó      |
| 2014 | Popular Music                                          | EFM Award                             | Roy Fun Tawan Deard                   | Ganó      |
| 2014 | Most Popular Actress                                   | EFM Award                             | Roy Fun Tawan Deard                   | Nominada  |
| 2014 | Charming Young                                         | Seesan Entertain Award                | Roy Fun Tawan Deard                   | Ganó      |
| 2014 | Most Popular Actress                                   | TV3 Fanclub Award                     | Roy Fun Tawan Deard                   | Ganó      |
| 2014 | Public Favorite                                        | 7th Nine Entertain Award              | -                                     | Nominada  |
| 2014 | Siam Dara Star Popular Women Vote                      | Siam Dara Star Award                  | -                                     | Nominada  |
| 2014 | Chemistry (junto a Nadech Kugimiya)                    | Kazz Award                            | -                                     | Nominados |
| 2014 | Superstar Female of the Year                           | Kazz Award                            | Dao Raung                             | Nominada  |
| 2014 | Most Popular Actress                                   | Kazz Award                            | Dao Raung                             | Nominada  |
| 2014 | Seventeen Choice Hottie Female                         | Seventeen Teen Choice Award           | Dao Raung                             | Ganó      |
| 2014 | Most Popular Actress                                   | 11th Kom Chad Luek Award              | Dao Raung                             | Ganó      |
| 2014 | Hot Girl of the Year                                   | 3rd Daradaily the Great Award         | Dao Raung                             | Ganó      |
| 2014 | Actress of the Year                                    | 3rd Daradaily the Great Award         | Dao Raung                             | Nominada  |
| 2014 | Daradaily Front Page Darling of The Year               | 3rd Daradaily the Great Award         | -                                     | Nominada  |
| 2014 | Female Heartthrob                                      | OK! Award                             | -                                     | Ganó      |
| 2014 | Ladies Wear Distinctive Style of The Year              | Zen Stylist Award                     | -                                     | Ganó      |
| 2014 | Chemistry (junto a Nadech Kugimiya)                    | Mekhala Fame Star Award               | -                                     | Ganaron   |
| 2013 | Climax Category Actress                                | Crow Love Like Award                  | Dao Raung                             | Ganó      |
| 2013 | Most Popular Actress                                   | TV3 Fanclub Award                     | Dao Raung                             | Ganó      |
| 2013 | Public Favorite                                        | 6th Nine Entertain Award              | -                                     | Nominada  |
| 2013 | Charming Young                                         | Star’s Light Award                    | -                                     | Ganó      |
| 2013 | Female Heartthrob                                      | OK! Award                             | -                                     | Ganó      |
| 2013 | Siam Dara Star Popular Women Vote                      | Siam Dara Star Award                  | -                                     | Ganó      |
| 2013 | Seventeen Choice Actress                               | Seventeen Teen Choice Award           | Torranee Ni Nee Krai Krong            | Ganó      |
| 2013 | Best Actress                                           | Top Award                             | Torranee Ni Nee Krai Krong            | Nominada  |
| 2013 | Popular Female Star of the Year                        | 25th Mekala Award                     | Torranee Ni Nee Krai Krong            | Ganó      |
| 2013 | Best Actress                                           | 25th Mekala Award                     | Torranee Ni Nee Krai Krong            | Ganó      |
| 2013 | Actress of the Year                                    | 2nd Daradaily the Great Award         | Torranee Ni Nee Krai Krong            | Nominada  |
| 2013 | Hot Girl of the Year                                   | 2nd Daradaily the Great Award         | Torranee Ni Nee Krai Krong            | Ganó      |
| 2013 | Most Popular Actress                                   | 10th Kom Chad Luek Award              | Torranee Ni Nee Krai Krong            | Ganó      |
| 2013 | 100 Most Spicy Idols                                   | Spicy Award                           | Torranee Ni Nee Krai Krong            | Ganó      |
| 2012 | Most Popular Actress                                   | TV3 Fanclub Award                     | Torranee Ni Nee Krai Krong            | Ganó      |
| 2012 | Most Popular Actress                                   | Sudsapda Young and Smart Award        | Torranee Ni Nee Krai Krong            | Nominada  |
| 2012 | Seventeen Choice Hottie Female                         | Seventeen Teen Choice Award           | Torranee Ni Nee Krai Krong            | Ganó      |
| 2012 | Charming Young                                         | Star Party TV Pool Award              | -                                     | Ganó      |
| 2012 | Female Heartthrob                                      | OK! Award                             | -                                     | Ganó      |
| 2012 | Best Leading Actress                                   | Gold Television Award                 | Game Rai Game Rak                     | Nominada  |
| 2012 | Best Actress                                           | Siam Dara Star Award                  | Game Rai Game Rak                     | Nominada  |
| 2012 | Popular Vote Woman                                     | Siam Dara Star Award                  | Game Rai Game Rak                     | Nominada  |
| 2012 | Siam Dara Heartthrob                                   | Siam Dara Star Award                  | Game Rai Game Rak                     | Ganó      |
| 2012 | Best Couple (junto a Nadech Kugimiya)                  | Bang Award                            | Game Rai Game Rak                     | Nominados |
| 2012 | Hot Girl of the Year                                   | Bang Award                            | Game Rai Game Rak                     | Ganó      |
| 2012 | Superstar Female of the Year                           | Kazz Award                            | Game Rai Game Rak                     | Ganó      |
| 2012 | Kerd Come Scorching                                    | 1st Kerd Award                        | Game Rai Game Rak                     | Nominada  |
| 2012 | Best Couple (junto a Nadech Kugimiya)                  | 1st Kerd Award                        | Game Rai Game Rak                     | Ganaron   |
| 2012 | Most Popular Leading Actress                           | 24th Mekala Award                     | Game Rai Game Rak                     | Ganó      |
| 2012 | Best Actress                                           | 24th Mekala Award                     | Game Rai Game Rak                     | Nominada  |
| 2012 | Couple Chemistry (junto a Nadech Kugimiya)             | Mthai Top Talk Award                  | Game Rai Game Rak                     | Ganaron   |
| 2012 | Best Actress                                           | 26th TV Gold Award                    | Game Rai Game Rak                     | Nominada  |
| 2012 | Most Popular Leading Actress                           | 9th Kom Chad Luek Award               | Game Rai Game Rak                     | Ganó      |
| 2012 | Most Popular Leading Actress                           | Sudsapda Young and Smart Award        | Game Rai Game Rak                     | Nominada  |
| 2012 | Actress Who Was Inspired to Dress Them With Others     | 2nd Cheeze Award                      | -                                     | Ganó      |
| 2012 | Public Favorite                                        | 5th Nine Entertain Award              | -                                     | Nominada  |
| 2011 | Couple of the Year (junto a Nadech Kugimiya)           | Seesan Entertain Award                | Game Rai Game Rak                     | Gananaron |
| 2011 | Most Popular Actress                                   | TV3 Fanclub Award                     | Game Rai Game Rak                     | Ganó      |
| 2011 | Best On-Screen Couple (junto a Nadech Kugimiya)        | Oops Magazine Award                   | Game Rai Game Rak y Duang Jai Akkanee | Ganaron   |
| 2011 | Best Actress                                           | Entertain 5 Page 1                    | Game Rai Game Rak                     | Nominada  |
| 2011 | Best Couple (junto a Nadech Kugimiya)                  | Big Fan Can Vote Season 2             | Game Rai Game Rak                     | Ganaron   |
| 2011 | Favorite Press Photographers                           | Entertain 5 Page 1                    | -                                     | Nominada  |
| 2011 | Cast in a Motion Picture                               | 3rd Nataraj Award                     | Tawan Deard                           | Nominada  |
| 2011 | Best Actress                                           | 3rd Nataraj Award                     | Tawan Deard                           | Nominada  |
| 2011 | Charming Young                                         | Siam Star Entertain Choice Award      | -                                     | Ganó      |
| 2011 | Female Icon                                            | 8th Hamburger Award                   | -                                     | Ganó      |
| 2011 | Female Heartthrob                                      | OK! Award                             | -                                     | Ganó      |
| 2011 | Favorite Actress Press Photographers                   | Star Party TV Pool Award              | -                                     | Ganó      |
| 2011 | Rising Star Actress of the Year                        | 1st Daradaily the Great Award         | Duang Jai Akkanee                     | Ganó      |
| 2011 | Seventeen Choice Hottie Female                         | Seventeen Teen Choice Award           | Duang Jai Akkanee                     | Ganó      |
| 2011 | Best Rising Star Dramas Actress                        | Siam Dara Star Award                  | Duang Jai Akkanee                     | Ganó      |
| 2011 | Hot Girl of the Year                                   | Bang Award                            | Duang Jai Akkanee                     | Nominada  |
| 2011 | Top Talk About Actress                                 | Mthai Top Talk Award                  | Duang Jai Akkanee                     | Ganó      |
| 2010 | Best Rising Star Dramas Actress                        | Top Award                             | Duang Jai Akkanee                     | Ganó      |
| 2010 | Female Rising Star                                     | TV3 Fanclub Award                     | Duang Jai Akkanee                     | Ganó      |
| 2010 | Female Rising Star                                     | Seesan Entertain Award                | Duang Jai Akkanee                     | Ganó      |
| 2010 | Popular Model                                          | Sudsapda Young and Smart Award        | -                                     | Nominada  |
| 2010 | Cast in a Motion Picture                               | 2nd Nataraj Award                     | 4 Hearts of the Mountain              | Nominada  |
| 2010 | Seventeen Choice Hottie Female                         | Seventeen Teen Choice Award           | Kularb Rai Narm                       | Ganó      |